# Alter Klopstock

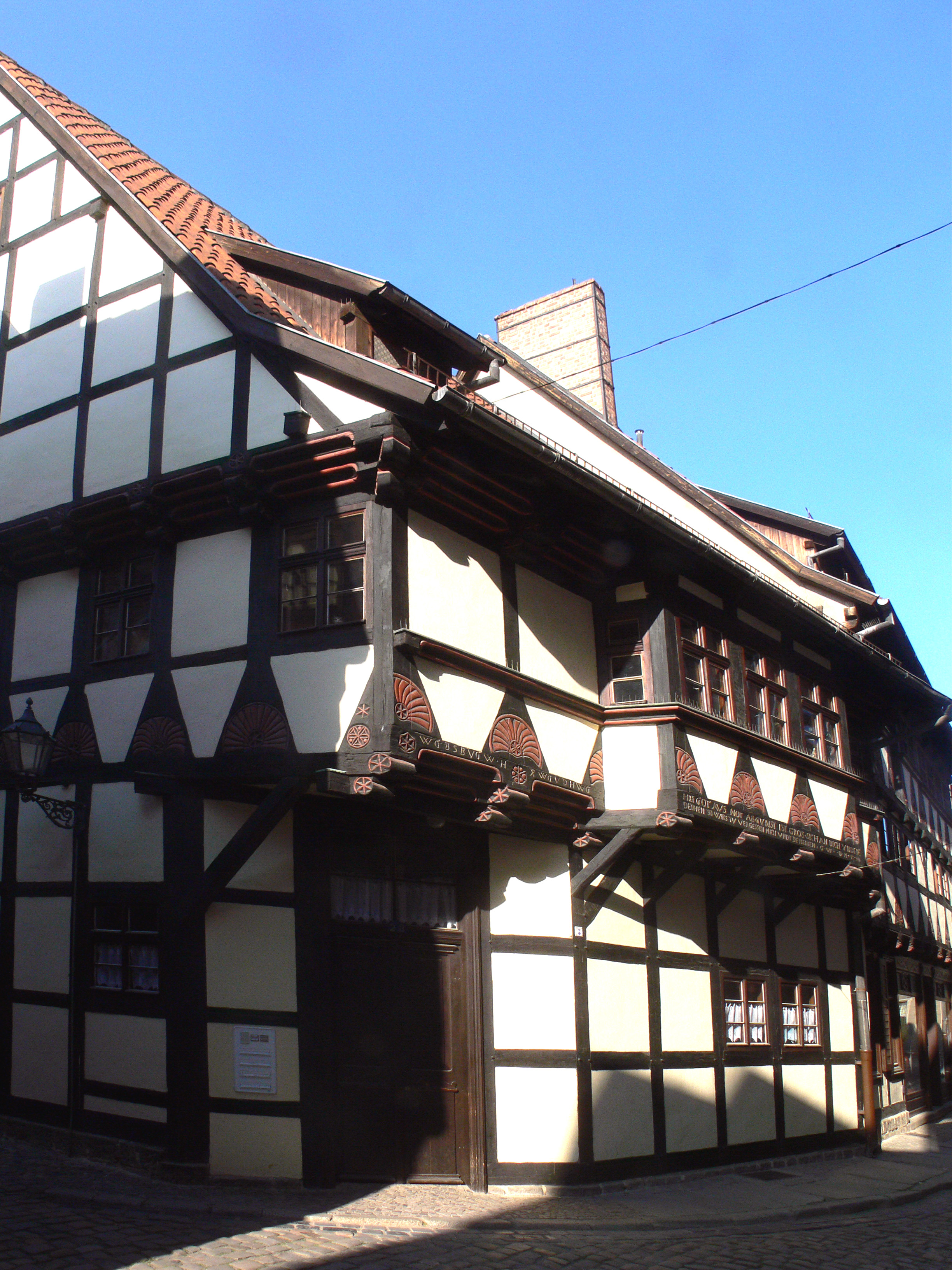
Alter Klopstock

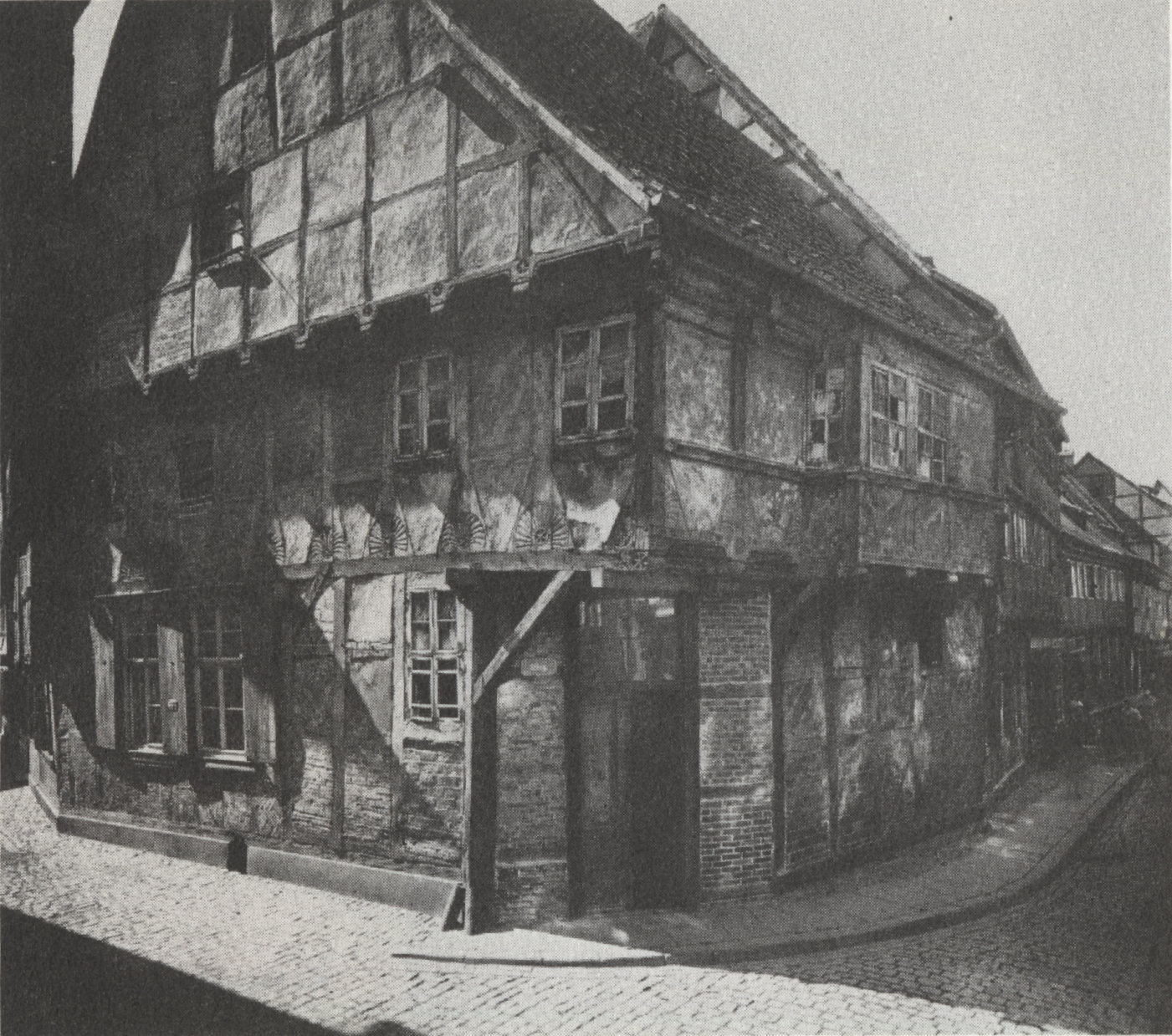
Aufnahme von 1893

Der Alte Klopstock ist ein denkmalgeschütztes Gebäude in der Stadt Quedlinburg in Sachsen-Anhalt.

## Lage
Das Fachwerkhaus befindet sich an der Adresse Stieg 28, an der Ecke zur Hölle und gehört zum UNESCO-Weltkulturerbe. Im Quedlinburger Denkmalverzeichnis ist es als Kaufmannshof eingetragen. Der Name des Gebäudes geht auf die Familie des Dichters Friedrich Gottlieb Klopstock zurück, der das Haus zeitweise gehörte. Das Haus befindet sich in einer das Umfeld prägenden Ecksituation und ist städtebaulich von besonderer Bedeutung.

## Architektur und Geschichte
Das recht große Haus entstand nach einer Bauinschrift 1580 in der Renaissance im niedersächsischen Stil. Als Bauherr wird der Gewandschneider Hermann Schimmelmann vermutet. Im Eckhaus findet sich das Monogramm G W für Georg Weberlin. Die Fassade ist üppig verziert. Es finden sich Taustab, Schiffskehlen und mit Schnitzwerk gezierte Fußwinkelhölzer. Zur Straße Stieg hin befindet sich ein Kastenerker im Stil der Renaissance und auch eine Toreinfahrt. Darüber hinaus verfügt das alte Kaufmannshaus auch in zwei Stockwerken über Ladeluken. Zum Hof hin bestanden ursprünglich offene Galerien, deren Brüstungen mit gesägten Draljen verziert waren und erneuert wurden. In der Diele des Hauses befindet sich eine große, frei stehende und beschnitzte Säule, die einen wichtigen Unterzug des Hauses stützt und mit der Jahreszahl 1603 versehen ist. An der Hausfassade befinden sich diverse Jahreszahlen, so auch die Zahlen 1605 und 1633, wobei davon ausgegangen wird, dass diese jeweils mit Umbauten des Hauses zusammenhängen.
Zum Grundstück gehört auch ein hohes, ehemals als Speicher genutztes Fachwerkhaus, welches nach einer Bauinschrift auf das Jahr 1564 datiert wird. Als Bauherr wird in der Inschrift Jakob Mertens genannt. Es wird von einem steilen Satteldach bedeckt. Die Ladeluke des Speichers weist eine Kielbogenform auf. Auch hier bestehen Fußwinkelhölzer. Zwei mit Monogrammen versehene Wappenschilde stammen aus dem Jahr 1605. 1633 stockte man das Gebäude auf.
Zur Straße Hölle hin befand sich neben dem Ostflügel des Anwesens eine in Geschossbauweise errichtete Scheune, die später zu Wohnzwecken umgebaut wurde und zwischen beiden Bauten eine große Toreinfahrt mit Ladetüren im oberen Geschoss und den darüber angeordneten Zwerchhaus.
An beiden Gebäuden befinden sich auch Fächerrosetten.
1744 erwarb ein Vetter des Dichters Friedrich Gottlieb Klopstock, Georg Karl Klopstock (1708–1777), das Haus. 1833 verstarb mit Christiane Magarethe Klopstock das letzte Mitglied der weiblichen Linie der seit 1654 in Quedlinburg lebenden Familie Klopstock in diesem Haus.
In der Zeit des Klassizismus wurden Teile des Hauses neu gestaltet. Es entstanden Fenster und Zierausmauerungen der Gefache im Stil der Zeit. Im Zeitraum um das Jahr 1900 wurde im Erdgeschoss ein Ladengeschäft eingebaut.
In den Jahren 1979 bis 1982 erfolgten umfangreichere Sanierungsarbeiten, die auch die benachbarten Häuser Hölle 1, 2 betrafen. In den Häusern wurden insgesamt zehn Wohnungen eingerichtet. Bei den Arbeiten wurden 180 m³ Holz und 250.000 Ziegel verbaut. Man fügte sechs Brandgiebel sowie ein massives Treppenhaus im östlichen Flügel in den Gebäudekomplex ein, wodurch sich erhebliche Eingriffe in die Struktur des Fachwerks ergaben. Zunächst war geplant auch die Deckenbalken des Ostflügels zu entfernen. Nach der Freilegung der Balken stellte sich ihr Zustand jedoch als gut dar, so dass sie erhalten werden konnte. Sie wurden um bis zu 30 Zentimeter aufgefüttert. Zwischen den Räumen entstanden Stufen. Im westlichen Flügel stellte man eine starke Durchbiegung der Deckenbalken fest, da diese auf ihrer breiteren Seite liegend eingefügt worden waren. Es wurden daher zwei 50 Zentimeter starke Querträger aus Stahl eingezogen werden. An diesen Trägern wurden die Deckenbalken, jeweils am Punkt eines Drittels ihrer Länge mittels Rundeisen befestigt.
Am Westflügel sind im vormals als Lager genutzten zweiten Obergeschoss noch historische Fenstergitter erhalten. Um diese Gitter zu bewahren, wurde auf der nördlichen Seite des Hauses eine sich über zwei Stockwerke erstreckende Atelierwohnung eingerichtet. Sie erhielt Dachfenster und eine offene Galerie. Eine im Eckgebäude erhaltene hölzerne Treppe konnte durch die Schaffung eines zusätzlichen Fluchtweges zum massiven neuen Treppenhaus erhalten werden. In der Diele des Hauses, in der sich neben der erhaltenen Treppe auch die Säule aus dem Jahr 1603 befindet, wurde eine Tür aus der Zeit der Renaissance eingefügt, die in stark beschädigtem Zustand an einem Zugang zum Dachboden gefunden worden war.
Nach alten Befunden wurden die Fachwerkkomponenten überwiegend schwarz und die Gefache weiß gestrichen. Einige geschnitzte Elemente erhielten eine rote Farbe. Zum Hof hin wurden die Gefache mit Beistrichen und Beschneidungen versehen, die ebenfalls entsprechend festgestellter Befunde erfolgten. Im 18. Jahrhundert hatte das Haus, sowohl an den Hölzern als auch in den Gefachen eine einheitliche rötliche Farbgebung.
Auf dem Anwesen vorhandene aber nicht mehr nutzbare Schuppen und Scheunen wurden abgerissen. An ihrer Stelle wurde 1981 ein Taubenturm errichtet, der bis dahin auf dem Hof des Hauses Steinweg 18 stand. Zum Teil wird er auch dem benachbarten Grundstück Stieg 29 zugeordnet.